# Anemone lithophila
Anemone lithophila är en ranunkelväxtart som beskrevs av Per Axel Rydberg. Anemone lithophila ingår i släktet sippor, och familjen ranunkelväxter. Inga underarter finns listade i Catalogue of Life.